# Jonas Biržiškis
Jonas Biržiškis (ur. 12 kwietnia 1932 w Bagdonas w rejonie szyłelskim) – litewski inżynier, nauczyciel akademicki i polityk, minister transportu w latach 1990–1996.

## Życiorys
W 1949 został wraz z rodzicami zesłany do obwodu irkuckiego. W 1958 ukończył studia w instytucie górnictwa i hutnictwa w Irkucku. W 1978 uzyskał stopień doktora nauk technicznych.
Po studiach powrócił na Litwę. Pracował w kombinacie materiałów budowlanych w Okmianach. W latach 1959–1963 był mistrzem i kierownikiem w biurze robót wiertniczych. Od 1963 do 1967 był zatrudniony w dyrekcji budowy dróg na stanowisku kierownika robót. Od 1967 do 1990 pełnił funkcję naczelnego inżyniera w zjednoczeniu przedsiębiorstw materiałów budowlanych „Granitas”.
Jako nauczyciel akademicki pracował na Uniwersytecie Wileńskim w latach 1964–1965, w Wileńskim Instytucie Inżynierii Budownictwa w latach 1988–1994 oraz w Instytucie Politechnicznym w Kownie w latach 1989–1990.
W marcu 1990 objął funkcję ministra transportu w pierwszym rządzie niepodległej Litwy. Zachował stanowisko w sześciu kolejnych gabinetach. Z urzędu odszedł w grudniu 1996.
W latach 1997–2000 był prezesem stowarzyszenia „Lietuvos keliai”, a od 2000 do 2006 pełnił funkcję dyrektora generalnego kolei litewskich Lietuvos geležinkeliai.